# إرفين ويلش
إرفين ويلش (بالإنجليزية: Irvine Welsh) (و. 1958  م) هو كاتب، وكاتب سيناريو، وروائي، وكاتب مسرحي، وكاتب خيال علمي، ومؤلف بريطاني.

## التعليم
تعلم في جامعة هيريوت وات.

## وصلات خارجية
- إرفين ويلش على موقع IMDb (الإنجليزية)
- إرفين ويلش على موقع مونزينجر (الألمانية)
- إرفين ويلش على موقع ألو سيني (الفرنسية)
- إرفين ويلش على موقع ميوزك برينز (الإنجليزية)
- إرفين ويلش على موقع أول موفي (الإنجليزية)
- إرفين ويلش على موقع قاعدة بيانات الأفلام السويدية (السويدية)
- إرفين ويلش على موقع إن إن دي بي (الإنجليزية)
- إرفين ويلش على موقع ديسكوغز (الإنجليزية)
- إرفين ويلش على موقع قاعدة بيانات الفيلم (الإنجليزية)
- إرفين ويلش على موقع كينوبويسك (الروسية)